# Сен-Пьер-сюр-Ванс
Сен-Пьер-сюр-Ванс (фр. Saint-Pierre-sur-Vence) — коммуна во Франции, находится в регионе Шампань — Арденны. Департамент — Арденны. Входит в состав кантона Флиз. Округ коммуны — Шарлевиль-Мезьер.
Код INSEE коммуны — 08395.
Коммуна расположена приблизительно в 195 км к северо-востоку от Парижа, в 85 км севернее Шалон-ан-Шампани, в 10 км к югу от Шарлевиль-Мезьера.

## Население
Население коммуны на 2008 год составляло 158 человек.
| 1962 | 1968 | 1975 | 1982 | 1990 | 1999 | 2008 |
| ---- | ---- | ---- | ---- | ---- | ---- | ---- |
| 128  | 147  | 134  | 145  | 181  | 158  | 158  |

## Экономика
В 2007 году среди 97 человек в трудоспособном возрасте (15—64 лет) 73 были экономически активными, 24 — неактивными (показатель активности — 75,3 %, в 1999 году было 67,0 %). Из 73 активных работали 69 человек (44 мужчины и 25 женщин), безработных было 4 (1 мужчина и 3 женщины). Среди 24 неактивных 7 человек были учениками или студентами, 3 — пенсионерами, 14 были неактивными по другим причинам.

## Фотогалерея

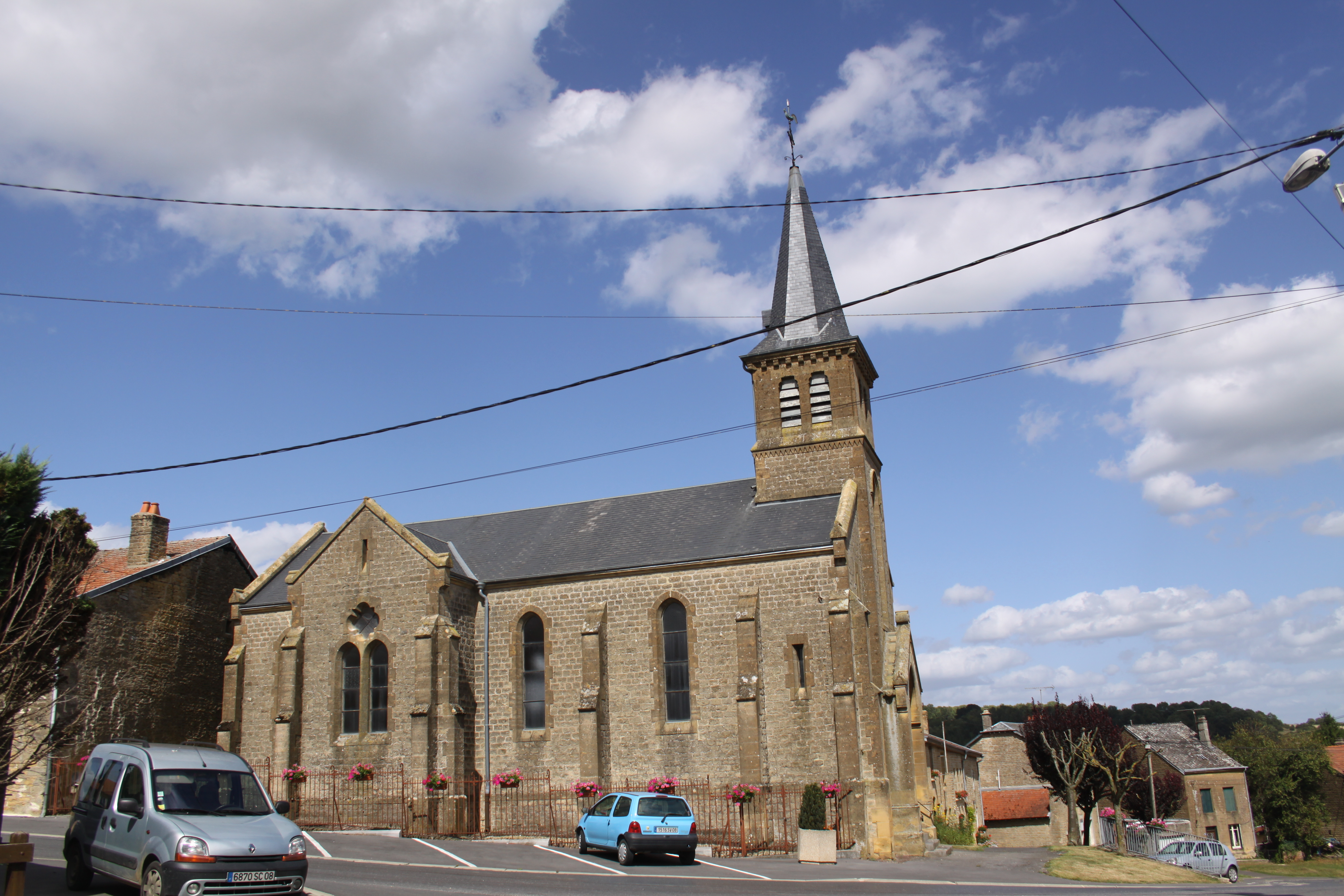
Церковь Сен-Пьер
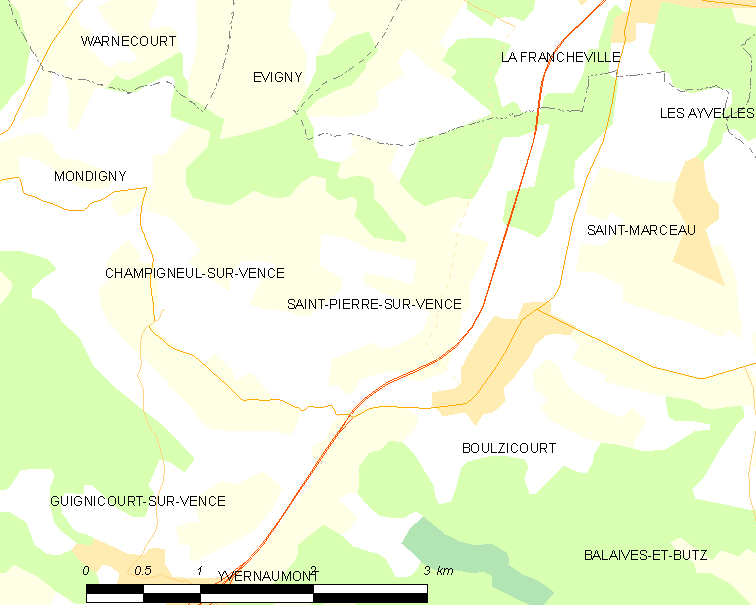
Карта коммуны